# Dobbeltplanet
Dobbeltplanet er en uformel betegnelse for et planetsystem, en måne er så stor i forhold til den planet, den kredser om, at den kan opfattes som en planet i sig selv. Der findes ingen fast definition for dobbeltplaneter, men ifølge en af de mest udbredte befinder tyngdepunktet mellem de to planetlegemer sig over overfladen på dem begge. En mere formel betegnelse vil være binært system, som dog også omfatter dobbeltstjerner m.v.

## Definition af dobbeltplanet
Tidligere har der været debat om, hvordan man mere præcist kunne skelne mellem et dobbeltplanetsytem og et planet-satellitsystem; i de fleste tilfælde er satellittens masse så lille i forhold til den planet, den kredser om, at definitionen ikke giver problemer; med undtagelse af de to systemer Jorden-Månen og Pluto-Charon har alle satellitter i Solsystemet en masse, der er mindre end 0.00025 gange dens planets masse. Forholdet mellem Månen og Jorden er imidlertid 0.01230, og mellem Charon og Pluto 0.147.[kilde mangler]
En almindeligt accepteret skillelinje mellem de to typer systemer er baseret på positionen på centrum af de to legemers samlede masse, dvs. deres barycenter. Hvis det ikke befinder sig under overfladen på den ene af de to legemer, kan man betegne systemet som en dobbeltplanet; det betyder, at de to legemer begge kredser om et punkt i rummet mellem dem. Ifølge denne definition er Pluto-Charon  dobbelt(dværg)planeter, mens Jorden og Månen ikke er det.[kilde mangler]
| Astronomi | Spire Denne artikel om astronomi er en spire som bør udbygges. Du er velkommen til at hjælpe Wikipedia ved at udvide den. |